# Dominique Dufour de Pradt
Dominique-Georges-Frédéric Dufour de Pradt (ur. 23 kwietnia 1759 w Allanche, zm. 18 marca 1837 w Paryżu) – francuski duchowny i dyplomata, rezydent w Księstwie Warszawskim w roku 1812, w latach 1809 - 1815 arcybiskup Mechelen. Święcenia kapłańskie przyjął w czerwcu 1783. Sakrę biskupią otrzymał 2 lutego 1805.

## Biografia
Pradt przyjął święcenia kapłańskie w 1783 r. , a w 1789 r. duchowni Normandii wysłali go na zgromadzenie Stanów Generalnych („États-Généraux”) jako wikariusza generalnego arcybiskupa Rouen, Dominique’a de La Rochefoucauld, gdzie dał się poznać jako ultrakrólewski. Po rozwiązaniu Zgromadzenia Konstytucyjnego udał się do Hamburga, a następnie do Münster, skąd zwalczał rewolucję francuską w dwóch broszurach ( L'antidote au congrès de Rastadt, 1798 i La Prusse et sa neutralité, 1800).
Powróciwszy do Paryża w 1800 r., udało mu się, dzięki pomocy swojego krewnego Gérauda-Christophe'a-Michela Duroca (1772-1813), najbliższego powiernika Napoleona, wkupić się w łaski Napoleona do tego stopnia, że został mianowany jałmużnikiem, a 15 grudnia 1804 r . biskupem Poitiers. Papież Pius VII wyświęcił go na biskupa 2 lutego 1805 roku. Współkonsekratorami byli arcybiskupi Kurii Benedetto Fenaja CM i Francesco Bertazzoli.W 1808 roku towarzyszył Napoleonowi w podróży do Bayonne i odegrał kluczową rolę w przekonaniu hiszpańskich Burbonów do abdykacji pod fałszywym pretekstem, w wyniku czego Napoleon nagrodził go tytułem barona i arcybiskupstwem Mechelen, co w dniu 27 marca 1809 roku zatwierdził papież. W 1811 roku Dufour de Pradt prowadził w imieniu cesarza negocjacje z papieżem Piusem VII w Savonie.
W 1812 roku został wysłany jako ambasador do Warszawy, gdzie pracował nad konkordatem z 1813 roku. Jego dwuznaczne zachowanie wzbudziło niezadowolenie Polaków i został wydalony przez Napoleona z powrotem do swojej diecezji. 
Z pobytu w Polsce pozostawił książkę: Histoire de l'ambassade dans le grand-duché de Varsovie en 1812 , wydaną w Paryżu w 1815 r.
Od czasu odwołania z Warszawy stał się zaciekłym wrogiem cesarza Napoleona. Kiedy Burbonowie powrócili do Paryża, Pradt również tam się udał i w swoim dziele Récit historique sur la restauration de la royauté en France (Paryż 1814) starał się udowodnić, że wniósł znaczny wkład w restaurację Burbonów. Przychylność Talleyranda zaowocowała mianowaniem Pradta kanclerzem Legii Honorowej 7 kwietnia 1814 r.
Po drugiej restauracji, 16 września 1815 r., zrzekł się arcybiskupstwa Mechelen w zamian za dożywotnią rentę w wysokości 12 000 franków. Jako członek Izby (1827–1828) opowiadał się po stronie opozycji. Po rewolucji lipcowej okazał się zwolennikiem „dynastii orleańskiej”. Prawie zapomniany, zmarł w 1837 roku w zamku Vedrine.
Po wojnach napoleońskich opublikował serię książek, w których przedstawiał Rosję jako mocarstwo „despotyczne” i „azjatyckie” spragnione podboju Europy.